# Silver Bells
Silver Bells är en julsång skriven av Jay Livingston och Ray Evans. Den sjöngs 1951 av Bob Hope och Marilyn Maxwell i filmen Hej tomtegubbar (The Lemon Drop Kid). Låten spelades först av Bing Crosby och Carol Richards, och utgavs på Decca Records i oktober 1950.

## Inspelningar av Silver Bells (urval)
- Bing Crosby och Carol Richards (1950)
- Johnny Mathis (1958)
- Elvis Presley (1971)
- Neil Diamond (1992)
- Gloria Estefan (1993)
- Kenny G (1994)
- Martina McBride (1999)
- Garth Brooks (2001)
- Stevie Wonder (2004)
- Twisted Sister (2006)
- Lotta Engberg & Jill Johnson (2009)[2]